# Shinji Aramaki
Shinji Aramaki (Prefettura di Fukuoka, 2 ottobre 1960) è un regista giapponese, attivo nel campo dell'animazione.

## Filmografia
- Megazone 23 (1985-1989)
- Metal Skin Panic MADOX-01 (1988)
- Genesis Survivor Gaiarth (1992-1993)
- Gasaraki (1998-1999)
- Appleseed (2004)
- Appleseed Ex Machina (2007)
- Viper's Creed (2009)
- Halo Legends (2010)
- Starship Troopers - L'invasione (2012)
- Capitan Harlock (2013)
- Appleseed Alpha (2014)
- Starship Troopers - Attacco su Marte (2017)
- Ultraman (2019–2023, con Kenji Kamiyama)
- Ghost in the Shell: SAC_2045 (2020, con Kenji Kamiyama)
- Blade Runner: Black Lotus (2020, con Kenji Kamiyama)